# Glaciar Alberts
El glaciar Alberts ( 66°52′S 64°53′O / -66.867, -64.883 ) es un glaciar muy fisurado en la Antártida. Tiene alrededor de 13 km de largo, y fluye hacia el este desde la meseta de Avery, Tierra de Graham, hasta que desemboca en la ensenada Mill entre el glaciar Balch y el promontorio Southard. El glaciar fue fotografiado desde el aire por la Marina de los Estados Unidos en 1968. Fue demarcado a partir de estas fotografías por la Dirección de Estudios de Ultramar en 1980 y se posicionó a partir de estudios realizados por la British Antarctic Survey, 1947 - 57. Fue nombrado por el Comité de Topónimos Antárticos del Reino Unido. 